# Danica Krstić
Pour les articles homonymes, voir Krstić.
 (mai 2025).
Si vous disposez d'ouvrages ou d'articles de référence ou si vous connaissez des sites web de qualité traitant du thème abordé ici, merci de compléter l'article en donnant les références utiles à sa vérifiabilité et en les liant à la section « Notes et références ».
 (mai 2025).
La mise en forme du texte ne suit pas les recommandations de Wikipédia : il faut le « wikifier ».
Les points d'amélioration suivants sont les cas les plus fréquents. Le détail des points à revoir est peut-être précisé sur la page de discussion.
- Les titres sont pré-formatés par le logiciel. Ils ne sont ni en capitales, ni en gras.
- Le texte ne doit pas être écrit en capitales (les noms de famille non plus), ni en gras, ni en italique, ni en « petit »…
- Le gras n'est utilisé que pour surligner le titre de l'article dans l'introduction, une seule fois.
- L'italique est rarement utilisé : mots en langue étrangère, titres d'œuvres, noms de bateaux, etc.
- Les citations ne sont pas en italique mais en corps de texte normal. Elles sont entourées par des guillemets français : « et ».
- Les listes à puces sont à éviter, des paragraphes rédigés étant largement préférés. Les tableaux sont à réserver à la présentation de données structurées (résultats, etc.).
- Les appels de note de bas de page (petits chiffres en exposant, introduits par l'outil «  Source ») sont à placer entre la fin de phrase et le point final[comme ça].
- Les liens internes (vers d'autres articles de Wikipédia) sont à choisir avec parcimonie. Créez des liens vers des articles approfondissant le sujet. Les termes génériques sans rapport avec le sujet sont à éviter, ainsi que les répétitions de liens vers un même terme.
- Les liens externes sont à placer uniquement dans une section « Liens externes », à la fin de l'article. Ces liens sont à choisir avec parcimonie suivant les règles définies. Si un lien sert de source à l'article, son insertion dans le texte est à faire par les notes de bas de page.
- La présentation des références doit suivre les conventions bibliographiques. Il est recommandé d'utiliser les modèles {{Ouvrage}}, {{Chapitre}}, {{Article}}, {{Lien web}} et/ou {{Bibliographie}}. Le mode d'édition visuel peut mettre en forme automatiquement les références.
- Insérer une infobox (cadre d'informations à droite) n'est pas obligatoire pour parachever la mise en page.

Pour une aide détaillée, merci de consulter Aide:Wikification.
Si vous pensez que ces points ont été résolus, vous pouvez retirer ce bandeau et améliorer la mise en forme d'un autre article.
Danica Kristić (serbe : Даница Крстић), née le 25 novembre 1995 à Kragujevac, est une chanteuse serbe.
Elle a représenté, avec le groupe Balkanika, la Serbie au Concours Eurovision de la chanson 2018 avec la chanson Nova deca, terminant 19e avec 113 points.

## Biographie
Danica Krstic est née le 25 novembre 1995 à Kragujevac, en Serbie. Fille unique, elle se consacre dès son plus jeune âge aux études folkloriques et musicales. Elle est diplômée à l'école de musique "Dr Miloje Milojevic" à Kragujevac, puis du premier gymnase de Kragujevac. Après avoir terminé ses études secondaires en musique, elle se spécialise en violon et s'inscrit à la Faculté de musique de l'Université de Belgrade. Elle vit et étudie dans la capitale serbe depuis 2019. Elle est membre d'Abrasevic, une société artistique de culture et de folklore serbe, et ambassadrice de la Fondation Tijana Jurić. En 2023, après des années de vie commune, elle épouse un dentiste serbe réputé.

## Carrière

### Musique
Fille d'artiste, Danica Krstic entre à l'âge de 6 ans dans le monde de la chanson traditionnelle serbe. Elle a fait sa première apparition publique en 2004, dans l'émission Šumadija, avec la célèbre interprète de musique traditionnelle Bilja Krstić, qui a interprété la chanson Puče puška . Depuis, Danica est surnommée « le Rossignol de Šumadija ». En 2005, avec la chanson Moja Deca, elle a ouvert les Jeux olympiques mondiaux des enfants de Brno 2005, en République tchèque. En 2009, il a collaboré à la musique de la deuxième saison de Ranjeni Orao ( Wounded Eagle ), l'une des séries télévisées serbes les plus populaires. La même année, elle collabore à la bande originale d'une autre série télévisée serbe, Greh njene majke ( Les péchés de sa mère ). En 2011, elle a participé au documentaire Road to Bhutan et en 2012, elle a été lauréate de la série « Plum », dans la catégorie des solistes vocaux, en se produisant avec la chanson Kiša pada trava raste, diffusée à la radio et à la télévision serbes. En 2015, elle se retrouve en finale du Concours Eurovision de la chanson serbe et chante, avec Balkanika, à l'EXPO 2015, à Milan. Danica a également participé à de nombreux concerts humanitaires avec les noms les plus célèbres de la scène serbe, et s'est produite en Macédoine, en Bosnie-Herzégovine, en Slovénie, aux Pays-Bas, en Pologne, en Roumanie et dans de nombreux autres pays. La dernière d'une série de ses récompenses les plus importantes est un trophée remporté lors d'un concours organisé en Roumanie : la Chanson d'amour du Danube. De plus en plus présent sur les chaînes de télévision nationales et dans tous les pays de la région des Balkans, elle débarque en 2018 au Concours Eurovision de la chanson avec la chanson Nova deca, interprétée avec Sanja Ilić et Balkanika, pour qui il agit en tant que chanteur. La chanson, déjà lauréate du festival Beovizija, a atteint la dix-neuvième place. Sa collaboration avec Balkanika s'est poursuivie jusqu'au décès de Sanja Ilić le 7 mars 2021, en raison du COVID-19. Le 1er octobre 2021, Danica a inauguré le pavillon serbe de l'Expo 2020 de Dubaï en chantant l'hymne national. Le 5 mars 2022, elle a interprété une reprise de la célèbre chanson Brazil de Baby Doll, qui avait représenté la Yougoslavie de l'époque au Eurovision Song Contest 1991, organisé à Rome. Le 11 mars, elle a reçu le prix Dame Godine, « Femme de l'année », à Belgrade. Le 30 avril de la même année, l'opéra Une berceuse pour Aleksija Rajčić, auquel Danica collabore en tant ethnomusicologue, est créé au Théâtre national de Belgrade. Depuis septembre 2022, elle collabore avec Radio Beograd 1, sélectionnant de la musique pour la station de radio.
Danica donne régulièrement des concerts en Serbie, au Monténégro, au Kosovo et en Russie. Elle s'est également produite en Italie (à Assise et à Milan), en Espagne, au Portugal et lors de la tournée de promotion du Concours Eurovision de la chanson 2018. Son activité musicale consiste à enregistrer des bandes sonores pour le cinéma et des séries télévisées. Il joue du violon, du piano et de la frula.

### Danse
Parallèlement à sa carrière de chanteuse, Danica Krstić travaille également comme danseuse de danses traditionnelles serbes, telles que le Kolo. Chaque danse implique l’utilisation de différents costumes traditionnels des Balkans.

## Discographie

### Album
- 2013 - Danica Kristic - Traditional Balkan Music
- 2017 - Pod gorom se setalo devojce[1]

### Simple
- 2013 - Serbie, Danica Krstic-himna, (contenu en Christmas in Europe )

- 2016 - Jutro u Beogradu

- 2016 - Suze za kraj

- 2019 - Voce Rodilo

- 2020 - Svatovi

- 2021 - Izgublyena lyubav

- 2022 - Oj, curice, feat Divanhana

- 2023 - Djevojka je zelen bor sadila